# Acidoxantha quinaria
Acidoxantha quinaria är en tvåvingeart som beskrevs av Permkam och Albany Hancock 1995. Acidoxantha quinaria ingår i släktet Acidoxantha och familjen borrflugor. Inga underarter finns listade i Catalogue of Life.